# Подела рачунарства и информатике
Рачунарство (наука рачунарства)
Коријени и развој Рачунарства
Хардвер
Хардверско инжењерство
Архитектура рачунара
Основне компоненте рачунара
Основне операције у рачунару
Логички дизајн и структура микроконтролера
Умрежени рачунари и Интернет
Протоколи за комуникације умрежених рачунара
Дистрибуционо рачунарство
Архитектура односа система рачунара клијент-послужитељ (client-server)
Сервери - Рачунари послужитељи веб страница
Системи (realtime)
Софтвер
Софтверско инжењерство
Први програмски језици
Фортран
Кобол
Императивни и функционални програмски језици
Програмски језици прве, друге генерације и објектно-оријентисано програмирање
Interpreter-Compiler
Оперативни системи
Развој оперативних система
Deadlock и синхронизација егзекуције у оперативним системима
Виртуелна меморија
Надгледање операција у оперативним системима
Графички интерфејс оперативних система
Информатички системи и базе података
Чување података
Различити модели базе података
Интегритет података у бази
Сигурне базе података
Вештачка интелигенција - ВИ
Рачунарска графика
Теорија
Информатичке методе и нумеричка анализа
Структуре података и алгоритми
Рачунари у Друштву
Рачунари у пословању
Телефонски системи
Електронска банка
Рачунари у индустрији
Аутоматика
Роботика